# Sistema de información perinatal
El sistema de información perinatal (SIP) o sistema informático perinatal es un producto de la Organización Panamericana de la Salud (OPS), desarrollado por el Centro Latinoamericano de Perinatología - Salud de la Mujer y Reproductiva (CLAP/SMR) desde 1983. Se trata de una herramienta gratuita que registra la atención perinatal desde la primera consulta prenatal hasta el alta de la mujer. Tiene como objetivo disponer de una historia clínica de las prestaciones sanitarias realizadas a las mujeres durante el embarazo, parto y al recién nacido, para contribuir a la vigilancia, investigación y gestión, de modo de mejorar la salud de la mujer, salud reproductiva y del recién nacido en la región de las Américas.
SIP Plus, es la versión web del SIP y puede vincularse a cualquier otro registro electrónico que exista en la institución o en el país. Es una herramienta de vigilancia, investigación y gestión. Una vez instalado puede interoperar con otros sistemas, por ejemplo, con el certificado electrónico de nacido vivo de un país o con un sistema informático de laboratorio clínico, mostrando alertas. SIP Plus genera reportes e indicadores automáticos de la población atendida  que son usados en gestión para controlar la calidad de la atención y la toma de decisiones.
Incluye diferentes módulos: Historia Clínica Perinatal (HCP base); de enfermedades maternas graves (Near Miss) en el embarazo, el parto y puerperio; del recién nacido durante la hospitalización postnatal (SIPNEO); de anomalías congénitas; de mujeres en situación de aborto (SIP A); de infección respiratoria grave durante el embarazo (COVID 19, entre otras); de mujeres en situación de violencia (SIP-VAW). Además, incluye una tarjeta o carné perinatal y un software que permite el ingreso de historias clínicas perinatales, su almacenamiento en bases de datos y su posterior procesamiento. 
El SIP Plus permite a los países disponer de información valiosa como base para planificar la atención, verificar y supervisar la aplicación de prácticas basadas en evidencia científica, unificar el relevamiento de datos mediante la adopción de normas, facilitar la comunicación entre los distintos niveles, obtener estadísticas locales, evaluar la calidad de la atención en las maternidades públicas y privadas, y realizar investigaciones epidemiológicas.
El CLAP/SMR creó una red especializada en la atención a la mujer durante el embarazo (Red CLAP Materna) y a la mujer en situación de aborto (Red CLAP MUSA) para fortalecer la vigilancia sanitaria en América Latina. Ambas redes utilizan el SIP Plus como herramienta de registro. 